# Martin Pospíšil
Martin Pospíšil (ur. 26 czerwca 1991 w Bělkovicach-Lašťanach) – piłkarz czeski grający na pozycji środkowego pomocnika. Od 2025 jest zawodnikiem SK Líšeň.

## Kariera piłkarska
Swoją karierę piłkarską Pospíšil rozpoczął w klubie Sigma Ołomuniec. W 2010 został włączony do kadry pierwszego zespołu. 15 maja 2011 zadebiutował w pierwszej lidze czeskiej w wygranym 2:0 domowym meczu z FC Hradec Králové. W sezonie 2010/2011 rozegrał w Sigmie dwa mecze.
Latem 2011 Pospíšil został wypożyczony do drugoligowego klubu Fotbal Trzyniec. W nim swój debiut zaliczył 6 sierpnia 2011 w przegranym 0:2 wyjazdowym spotkaniu z Tescomą Zlín. W klubie z Trzyńca występował przez pół sezonu.
Na początku 2012 Pospíšil wrócił do Sigmy. 6 kwietnia strzelił swojego pierwszego gola w czeskiej pierwszej lidze w wygranym 3:2 wyjazdowym meczu z FK Mladá Boleslav. W sezonie 2011/2012 zdobył z Sigmą Puchar Czech. Z kolei latem 2012 sięgnął po Superpuchar Czech.
W 2013 Pospíšil przeszedł do Viktorii Pilzno. Niedługo potem został wypożyczony do Sigmy, a następnie odszedł do FK Baumit Jablonec.
| Sezon   | Klub                  | Kraj   | Rozgrywki      | Mecze | Bramki |
| ------- | --------------------- | ------ | -------------- | ----- | ------ |
| 2010/11 | Sigma Ołomuniec       | Czechy | Gambrinus Liga | 2     | 0      |
| 2011/12 | Fotbal Trzyniec       | Czechy | II liga        | 15    | 0      |
| 2011/12 | Sigma Ołomuniec       | Czechy | Gambrinus Liga | 11    | 3      |
| 2012/13 | Sigma Ołomuniec       | Czechy | Gambrinus Liga | 28    | 1      |
| 2013/14 | Viktoria Pilzno       | Czechy | Gambrinus Liga | 4     | 0      |
| 2013/14 | Sigma Ołomuniec       | Czechy | Gambrinus Liga | 14    | 2      |
| 2014/15 | FK Baumit Jablonec    | Czechy | Gambrinus Liga | 30    | 7      |
| 2015/16 | FK Baumit Jablonec    | Czechy | Gambrinus Liga | 28    | 4      |
| 2016/17 | FK Baumit Jablonec    | Czechy | Gambrinus Liga | 24    | 1      |
| 2017/18 | Jagiellonia Białystok | Polska | Ekstraklasa    | 35    | 5      |
| 2018/19 | Jagiellonia Białystok | Polska | Ekstraklasa    | 34    | 1      |
| 2019/20 | Jagiellonia Białystok | Polska | Ekstraklasa    | 35    | 2      |
| 2020/21 | Jagiellonia Białystok | Polska | Ekstraklasa    | 29    | 1      |
| 2021/22 | Jagiellonia Białystok | Polska | Ekstraklasa    | 33    | 0      |
| 2022/23 | Jagiellonia Białystok | Polska | Ekstraklasa    | 16    | 0      |
| 2022/23 | Sigma Ołomuniec       | Czechy | Gambrinus Liga | 14    | 0      |
| 2023/24 | Sigma Ołomuniec       | Czechy | Gambrinus Liga | 26    | 0      |
| 2024/25 | Sigma Ołomuniec       | Czechy | Gambrinus Liga | 1     | 0      |
| 2024/25 | Sigma Ołomuniec B     | Czechy | II liga        | 14    | 3      |
| 2024/25 | SK Líšeň              | Czechy | II liga        | 1\|-  |        |

## Kariera reprezentacyjna
7 września 2012 Pospíšil zadebiutował w reprezentacji Czech U-21 w zremisowanym 0:0 meczu eliminacji ME 2013 z Czarnogórą. Z kolei 14 listopada 2012 zanotował swój debiut w dorosłej reprezentacji w wygranym 3:0 towarzyskim meczu ze Słowacją, rozegranym w Ołomuńcu. W 82. minucie tego meczu zmienił Michala Ordoša.